# Torymus rufipes
Torymus rufipes är en stekelart som först beskrevs av Walker 1834.  Torymus rufipes ingår i släktet Torymus och familjen gallglanssteklar. Inga underarter finns listade i Catalogue of Life.